# Antonio Muñoz Molina
Antonio Muñoz Molina (n. 10 ianuarie 1956, Úbeda, Andaluzia) este un scriitor spaniol.

## Viață
Muñoz Molina a studiat jurnalismul la Madrid precum și istoria artei la Granada. În anii 1988 și 1992 primește Premiul Național pentru Literatură spaniol (Premio Nacional de Novela) iar în 1991 pentru romanul  El jinete polaco premiul Premio Planeta, cel mai important premiu spaniol pentru literatură. Din 1995, Muñoz Molina este membru al Academiei Regale Spaniole (Real Academia Española). I s-a atribuit în 2013 Premiul Prințul Asturiei pentru literatură și Premiul Ierusalim.
În prezent Muñoz Molina locuiește în New York City, unde a condus până în 2006 Institutul Cervantes (Instituto Cervantes).

## Opere
- Beatus Ille, 1986
- El invierno en Lisboa, 1987
  - română: Iarna la Lisabona, București, Editura Leda, 2009, ISBN 978-973-102-240-6
- Beltenebros, 1989
- El jinete polaco, 1991
- Córdoba de los omeyas, 1991
- Los misterios de Madrid, 1992
- Plenilunio, 1997
- Carlota Fainberg, 1999
- Sepharad, 2001
  - română: Sefarad , București, Editura Curtea Veche, 2008, ISBN 978-973-669-683-1
- En ausencia de Blanca, 2001
- Ventanas de Manhattan, 2006
- La noche de los tiempos, 2011
- Todo lo que era sólido. Seix Barral, Barcelona 2013, ISBN 978-84-322-1544-5.

Operele lui Molina au fost traduse în engleză, germană, franceză și portugheză.